# Маданг (провінція)
5°10′ пд. ш. 145°20′ сх. д. / 5.167° пд. ш. 145.333° сх. д.
Прові́нція Маданг (англ. Madang Province, ток-пісін Madang Provins) — провінція Папуа Нової Гвінеї. Адміністративний центр — місто Маданг (29 339 осіб — дані за 2013).

## Історія
Перші люди, ймовірно, з'явилися на острові Нова Гвінея близько 50 000 років тому, хоча наукового підтвердження цьому факту немає. При проведенні археологічних розкопок поблизу сучасного поселення Сімбаї, вчені знайшли свідчення людських поселень, вік яких становить 12 — 15 тисяч років. Близько 6-ти тисяч років тому в регіоні оселилися вихідці із острова Тайвань, які дісталися до Нової Гвінеї морським шляхом. Цей факт залишив помітний слід в розмаїтті австронезійських мов.
Представники папуаських племен ябоб (Yabob) і білбіл (Bilbil), з острова Каркар, здавна користувалися каное для торгівлі своїми гончарними виробами із жителями західної частини сучасної провінції Моробе.
Вперше, з 20 вересня 1871 по 24 грудня 1872 року, узбережжі Маданг було детально досліджено відомим етнографом і мандрівником, вихідцем із старого українського козацького роду, Миколою Миколайовичем Миклухо-Маклаєм. Східна частина морського узбережжя провінції до цього часу зберегла назву — Берег Маклая. У 1884 році в регіоні з'явилися перші німецькі колоністи, які торгували з місцевими жителями або ж влаштовували плантації, на яких вирощували каву, тютюн та бавовну. В кінці XIX — на початку XX століть у Маданзі оселилися християнські місіонери.
У 1914 році німецькі території на Новій Гвінеї перейшов під контроль Австралії, яка з 1921 року керувала ним як частиною підопічної території за мандатом Ліги Націй. У роки Другої світової війни на території провінції велися тяжкі бої австралійських та американських військ з військами Японії. До 1945 року японські війська були повністю розгромлені.
З 1975 року Маданг стає частиною незалежної держави Папуа Нової Гвінеї.

## Географія

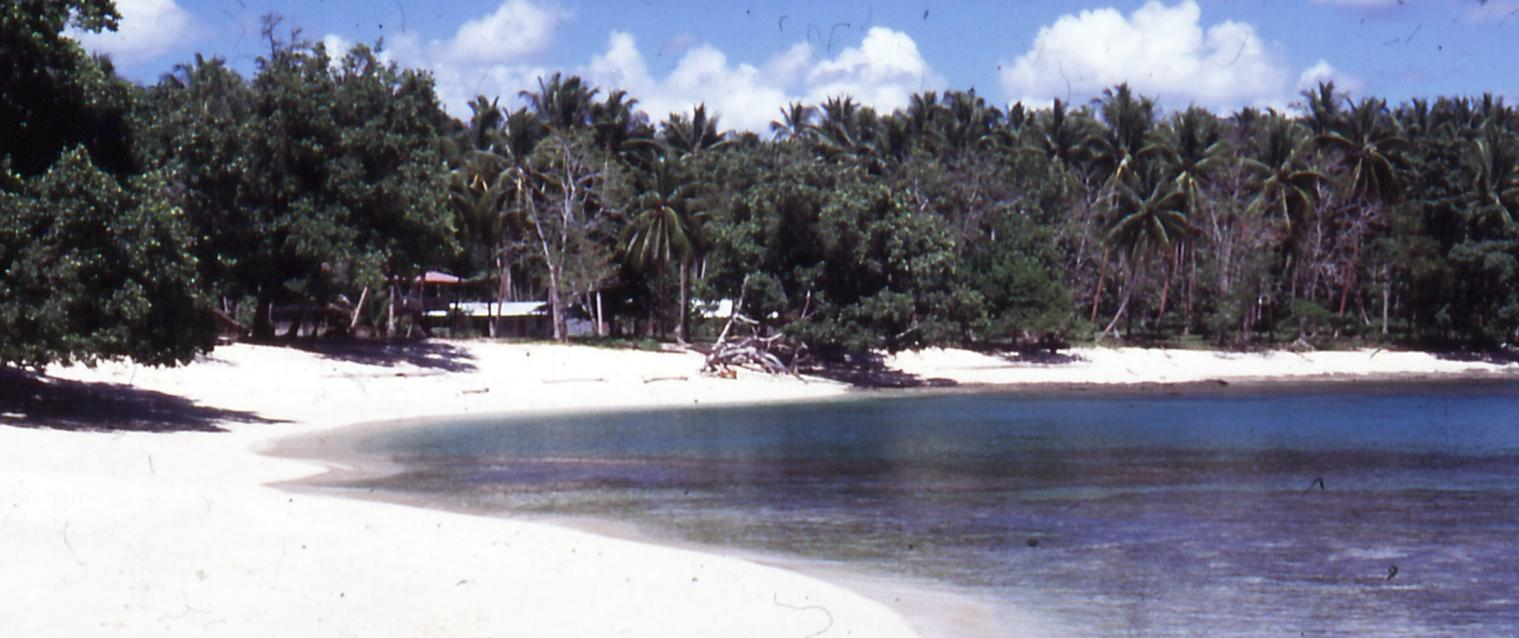
Морський пляж в провінції Маданґ

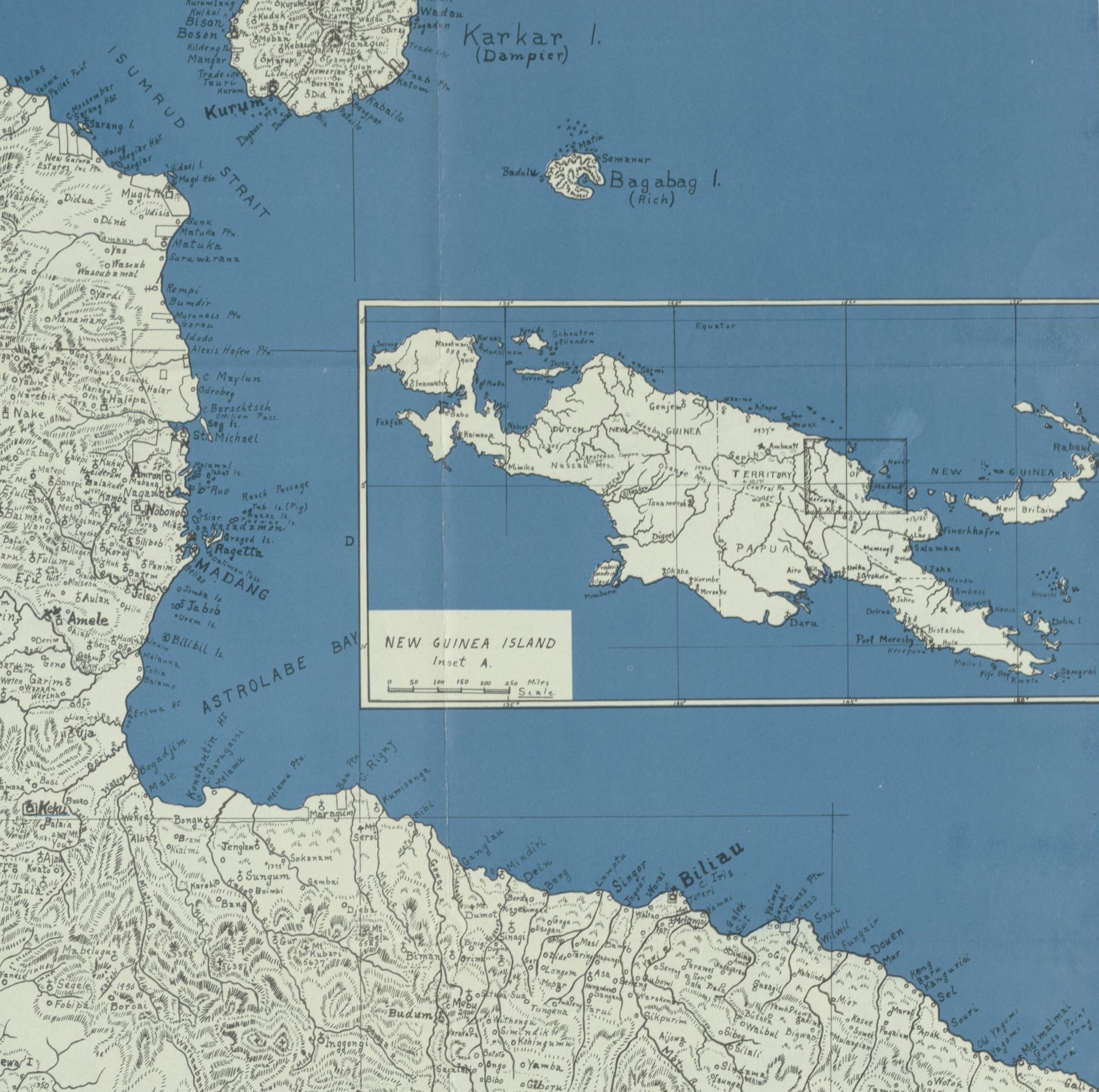
Мапа частини провінції Маданг із зображенням рифів, поселень, місій, доріг, 1936 рік

Провінція розташована в північній частині країни. На півночі — північному сході омивається водами Тихого океану, в тому числі морем Бісмарка. На південному сході межує із провінцією Моробе, на півдні — із провінціями Східний Гайлендс та Сімбу, на південному заході — із провінціями Дживака, Західний Гайлендс та Енґа; на заході межує із провінцією Східний Сепік.
Основна частина провінції розташована на острові Нова Гвінея і простягнулася із заходу на схід майже на 300 км, а з півночі на південь — на 160 км. Крім того, до її складу входять численні прибережні острови (в основному вулканічного походження), в тому числі чотири великих: Багабаг, Каркар та Лонґ-Айленд та Манам. Площа провінції становить 28 886 км² (7-ме місце).
Найбільшою річкою, що протікає землями провінції, є річка Раму (640 км), яка тече із південного сходу на північний захід і північ, через усю її територію і впадає у море Бісмарка. Інші, відносно великі річки: Соґерам, права притока Раму, Ґоґол і Малас.
Центральна і північно-західна частина провінції (долина річки Раму та її приток) є рівнинною, із середніми висотами до 100 м (місцями до 200 м). Значну площу рівнин займають болота.
На півдні лежить хребет Бісмарка з висотами, які сягають понад 4000 метрів. Найвищою вершиною, яка розташована на стику провінцій Сімбу, Західний Гайлендс та Маданг, є гора Вільгельм (4509 м), яка є також найвищим піком в Папуа Новій Гвінеї. Крім того, на південному сході, долина річки Раму відокремлює від гір Бісмарка хребет Фіністерре, який лежить на південному сході провінції, висота якого сягає 4000 м. В північно-східній частині провінції, на морському узбережжі лежить хребет Адельберт з висотами в 1500–1600 м.
Схили гір і прилеглі райони вкриті густими тропічними лісами, у той час як прибережні рівнини є відкритим і усіяні пальмами.
Провінція Маданг отримує достатню кількість опадів (в середньому 3200 мм в рік). Основна кількість дощів випадає з листопада по червень.
Берегова лінія Мадангу лежить уздовж геологічної лінії розлому, тому ця зона є надзвичайно сейсмічно активною.
Прибережні острови, що входять до складу провінції, мають, як правило, вулканічне походження. На них досі реєструється вулканічна активність, що супроводжується вулканічними виверженнями.

## Населення
За результатами перепису населення у 2000 році чисельність жителів становила 365 106 осіб, що відповідало 3-му місцю серед провінцій країни. За переписом 2011 року населення провінції становило 493 906 осіб, що відповідало 4-му місцю серед всіх провінцій країни.
| 1980    | 1990     | 2000     | 2011     |
| ------- | -------- | -------- | -------- |
| 211 069 | ▲253 195 | ▲365 106 | ▲493 906 |

## Економіка
Основу місцевої економіки складає сільське господарство. Тут перш за все переважає виробництво какао, копри, вирощування ванілі, а також ямсу, таро, батату. По берегах річки Раму, особливо в нижній її течії переважає вирощування сагової пальми. В гірських районах і на узбережжі ростуть розкішні фруктові сади. У той же час розвивається промисловий сектор і сектор послуг. Клімат морського узбережжя, екзотична фауна і флора, неповторні краєвиди, привабливі піщані пляжі сприяють розвитку туризму. Прибережні води з численними кораловими колоніями, багатим підводним рослинним і тваринним світом є важливою передумовою для розвитку дайвінгу.

## Адміністративний поділ
Територія провінції розділена на шість районів. Кожен район має кілька одиниць місцевого самоврядування (LLG). Для зручності виконання перепису, використовується поділ на відділення в кордонах тих же одиниць місцевого самоврядування.
| Район       | Адміністративний центр | Назва LLG                |
| ----------- | ---------------------- | ------------------------ |
| Боґіа       | Боґіа                  | Алмамі (сільська)        |
| Боґіа       | Боґіа                  | Ябу (сільська)           |
| Боґіа       | Боґіа                  | Явар (сільська)          |
| Маданг      | Маданг                 | Амбеноб (сільська)       |
| Маданг      | Маданг                 | Маданг (міська)          |
| Маданг      | Маданг                 | Трансгогол (сільська)    |
| Мідл-Раму   | Сімбаї                 | Арабака (сільська)       |
| Мідл-Раму   | Сімбаї                 | Йосепгстаал (сільська)   |
| Мідл-Раму   | Сімбаї                 | Сімбаї (сільська)        |
| Раї-Кост    | Раї-Кост               | Астролябе Бай (сільська) |
| Раї-Кост    | Раї-Кост               | Наго Рава (сільська)     |
| Раї-Кост    | Раї-Кост               | Сайдор (сільська)        |
| Сумкар      | Каркар                 | Каркар (сільська)        |
| Сумкар      | Каркар                 | Сумґілбар (сільська)     |
| Усіно-Бунді | Усіно                  | Бунді (сільська)         |
| Усіно-Бунді | Усіно                  | Усіно (сільська)         |